# Iwan Frolenkow
Iwan Leonowicz Frolenkow (ur. 1906 we wsi Marczewo w rejonie monastyrszczyńskim w obwodzie smoleńskim, zm. ?) – oficer NKWD i Ministerstwa Bezpieczeństwa Państwowego, jeden ze sprawców zbrodni katyńskiej.

## Życiorys
Miał wykształcenie podstawowe, 1928-1930 odbył służbę w Armii Czerwonej, w 1930 przeszedł do służby w OGPU, w 1940 wstąpił do WKP(b). Pracował w komendanturze Zarządu NKWD obwodu smoleńskiego i był tam dyżurnym pomocnikiem komendanta Zarządu. 
Wiosną 1940 brał udział w mordowaniu polskich jeńców w Katyniu, za co 26 października 1940 nagrodził go szef NKWD Ławrientij Beria. 
Od 23 marca 1944 pracownik Zarządu Ludowego Komisariatu Bezpieczeństwa Państwowego/MGB obwodu smoleńskiego, w 1950 przeniesiony do obwodu archangielskiego. Miał stopień porucznika. Był dowódcą plutonu 7 oddziału zmilitaryzowanej ochrony strzeleckiej Ust'-Wymskiego Obozu Pracy Poprawczej (czyli łagru). 19 grudnia 1955 zwolniony do rezerwy.

## Odznaczenia
- Order Czerwonego Sztandaru (24 listopada 1950)
- Order Czerwonej Gwiazdy (19 stycznia 1945)